# John Woodcock
John Woodcock (1903, data de morte desconhecida) foi um ciclista irlandês que competiu no ciclismo nos Jogos Olímpicos de Verão de 1928, representando a Irlanda.